# 佐々木聖子
佐々木 聖子（ささき しょうこ、1961年〈昭和36年〉10月29日 - ）は、日本の法務官僚。出入国在留管理庁長官（初代）などを務めた。

## 来歴
山形県出身。東京大学文学部では美術史を専攻し、卒業論文では聖徳太子像を扱った。国家公務員採用上級甲種試験（行政）に合格。文化財行政を志し文部省（現 : 文部科学省）を志望したもののかなわなかったが、難民問題も関心があった為、大学卒業後は法務省入国管理局（現 : 出入国在留管理庁）に入局。入局後はアジア各国で在勤する異例の経歴を歩み、女性初の入国管理局長を経て、2019年4月1日に発足した出入国在留管理庁の初代長官に就任。2022年8月2日、退官。2023年5月26日、公益財団法人入管協会業務執行理事に就任。同年12月20日、オープンハウスグループ外部監査役に就任。

## 年表
2015年4月までの経歴の出典
- 1985年
  - 03月：東京大学文学部卒業
  - 04月：法務省入省

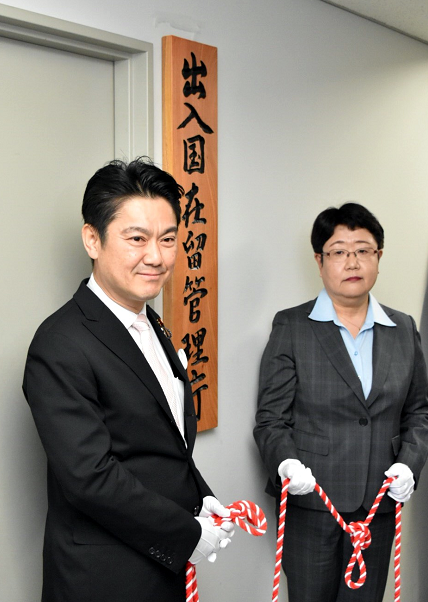
2019年4月1日、出入国在留管理庁の看板除幕式にて法務大臣山下貴司（左）と

- 1994年04月：大阪入国管理局統括審査官
- 1996年04月：法務省入国管理局総務課法務専門職（法務専門官）
- 1998年04月：法務省入国管理局政策課長補佐（補佐官）
- 2000年04月：法務省入国管理局入国在留課長補佐（補佐官）
- 2002年03月：法務省入国管理局総務課長補佐（補佐官）
- 2005年04月：法務省入国管理局総務課入国管理調整官
- 2006年04月：法務省東京入国管理局次長
- 2007年04月：法務省入国管理局総務課出入国情報管理室長
- 2008年04月：法務省入国管理局警備課長
- 2009年07月：法務省大臣官房参事官・大臣官房秘書課政策評価企画室長
- 2010年12月：法務省入国管理局入国在留課長
- 2012年01月：法務省入国管理局総務課長
- 2014年01月：法務省大臣官房会計課長
- 2015年04月01日：法務省大臣官房審議官（入国管理局担当）[7]
- 2019年01月18日：法務省入国管理局長[8][9]
- 2019年04月01日：出入国在留管理庁長官[10]
- 2022年08月02日：退職[11]
- 2023年
  - 5月：公益財団法人入管協会業務執行理事[6]
  - 12月：オープンハウスグループ外部監査役[5]

## 著書
- 『アジアから吹く風 : いま外国人労働者のふるさとは』朝日新聞社、1991年5月。ISBN 978-4022562852。 NCID BN06406998。
- 『アジア諸国における労働者の国際移動に関する研究』法務総合研究所〈法務研究報告書 第80集 第2号〉、1994年2月。 NCID BN1192535X。